# ميسيل بيريز
ميسيل بيريز هو راكب الكنو كوبي، ولد في 2 فبراير 1971 في هافانا في كوبا.

## وصلات خارجية
- ميسيل بيريز على موقع أوليمبيديا (الإنجليزية)